# Dánsko na olympijských hrách
Dánsko poprvé startovalo na olympijských hrách roku 1896, na zimních roku 1948.